# Karl Iwar
Karl August Iwar, född 16 juni 1857 i Skedevi socken, död 6 januari 1913 i Nimpani missionsstation, Indien, var en svensk missionär.
Karl Iwar var son till livgrenadjären Per Olofsson Iwar. Efter utbildning vid Johannelunds missionsinstitut 1877–1883 och en tids verksamhet i hemlandet sändes han 1884 till Indiens centralprovinser för att inträda i Evangeliska fosterlandsstiftelsens missionsverksamhet bland gonderna. Han slog sig ned i en av deras byar mitt i en av deras byar mitt i djungeln. Med seg och målmedveten energi och betydande organisation skapade Iwar steg för steg missionsstationen Nimpani med missionärsbostäder, kyrka, skola, sjukhus, och barnhem samt en trädgård, på vilken Iwar som odlingsintresserad lade ned stort intresse. Under de svåra hungersnödåren på 1890-talet ledde han på brittiska regeringens uppdrag nödhjälpsarbetet inom ett stort distrikt. Han hade även en betydelsefull medhjälpare i sin hustru Zelma Johanna Kristina Påhlman, som särskilt ägnade sig åt sjukvården och utbildningen i stationen och förestod den under Karl Iwars lång predikoresor.